# أحمد العاصي الجربا
أحمد الجربا (وُلد في مدينة القامشلي عام 1969-)، هو سياسي سوري وعضو في المعارضة السورية، وسجين سياسي سابق ومن أبرز المعارضين لنظام بشار الأسد، تولى رئاسة الائتلاف الوطني السوري (الكيان الرئيسي للمعارضة السورية) خلال الحرب الأهلية من 6 يوليو 2013 و11 يوليو 2014. الجربا أيضًا عضو في المجلس الوطني السوري ورئيس حركة "غد سوريا". ينتمي إلى قبيلة شمر.
انتخب لرئاسة الائتلاف بعد جولة تصويت ثانية خلال اجتماع استمر ثلاثة أيام، حيث حصل على 55 صوتًا مقابل 52 صوتًا لمنافسه مصطفى الصباغ. ذكرت مجلة الإيكونوميست في تقرير لها عام 2013 أنه لا توجد مؤشرات تدل على أن نفوذه سيكون أقوى من سلفه معاذ الخطيب.
في 5 يناير 2014، أُعيد انتخاب الجربا رئيسًا للائتلاف بعد حصوله على 65 صوتًا، متفوقًا على منافسه رياض حجاب بفارق 13 صوتًا.
في 13 سبتمبر من نفس العام، التقى بقائد حركة المجتمع الديمقراطي، الممثل للإدارة الذاتية في شمال شرق سوريا (روجافا)، حيث ناقشا سبل التعاون لإدارة المنطقة. وأصدرا بيانًا مشتركًا أكدا فيه أهمية التعددية والديمقراطية في سوريا، ورفض نهج الحزب الواحد أو الفكر الأحادي.  
انضمت قوات الجربا المعروفة بـ "لواء النخبة" لاحقًا إلى قوات سوريا الديمقراطية لتعزيز التعاون في المنطقة.